# Tapponia signifera
Tapponia signifera är en spindelart som först beskrevs av Carl Ludwig Doleschall 1859.  Tapponia signifera ingår i släktet Tapponia och familjen lospindlar. Inga underarter finns listade i Catalogue of Life.